# 凯迪拉克XT4
凯迪拉克XT4是通用汽车凯迪拉克一款超小型豪华跨界SUV  ，於2018年由通用汽车公司推出。該車型也是凯迪拉克第二款跨界SUV。凯迪拉克XT4在费尔法克斯组装工厂生產，而中国市场的凯迪拉克XT4由上汽通用在上海生产。 2025年1月後，該車型在美國停產，但是在中國則繼續銷售。